# Kiedrich
Kiedrich är en Gemeinde i Rheingau-Taunus-Kreis i det tyska förbundslandet Hessen. Kiedrich, som för första gången nämns i ett dokument från 900-talet, har cirka 4 000 invånare.

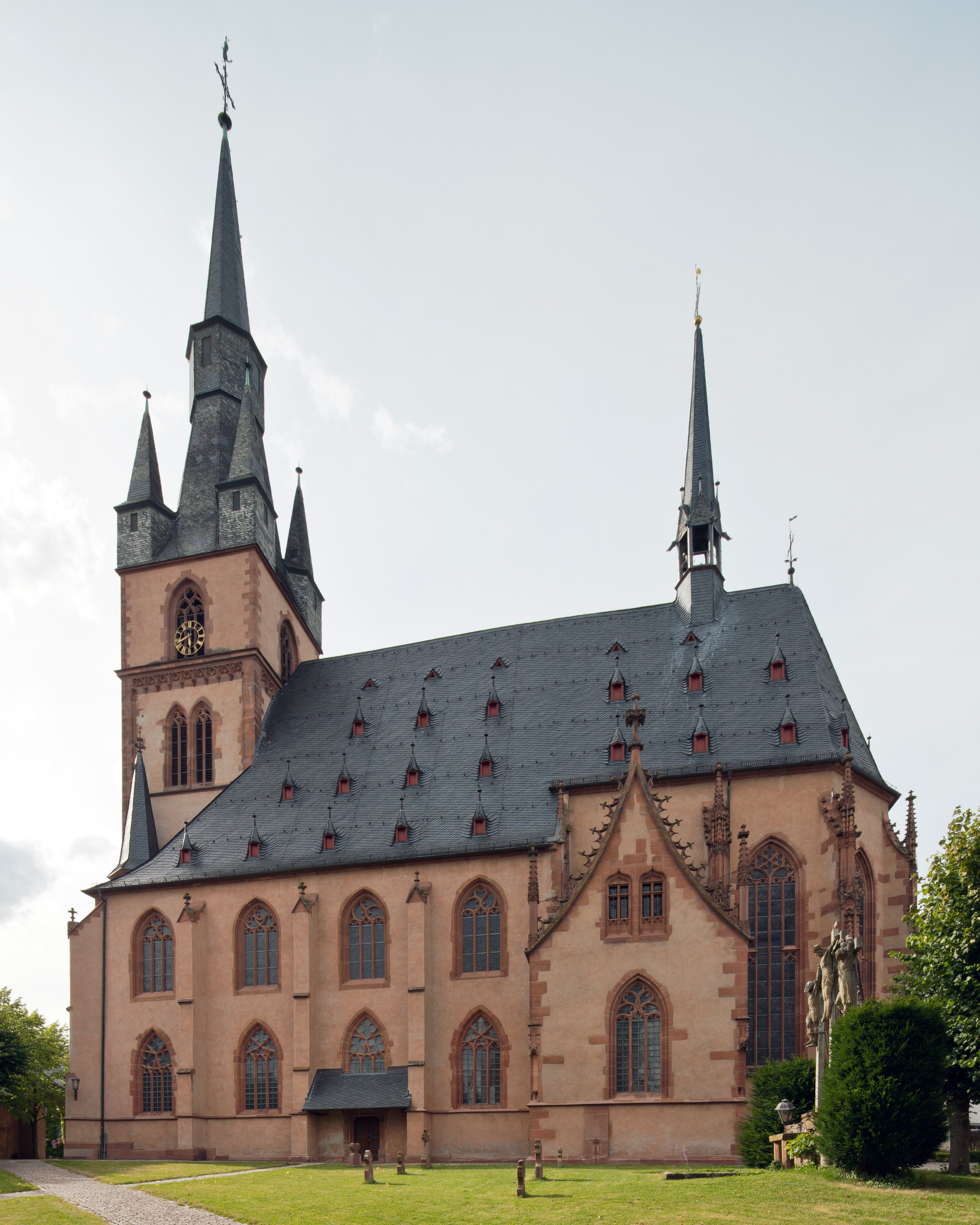
Katolska kyrkan Sankt Valentinus.